# Vidéo autoproduite
 (août 2019).
Si vous disposez d'ouvrages ou d'articles de référence ou si vous connaissez des sites web de qualité traitant du thème abordé ici, merci de compléter l'article en donnant les références utiles à sa vérifiabilité et en les liant à la section « Notes et références ».
Le terme vidéo autoproduite (ou autoproduction de vidéos) est apparu au début des années 2000. Stricto sensu, il désigne des vidéos produites par un utilisateur isolé, ce qui est techniquement possible depuis la fin des années 1990 pour des utilisateurs technophiles et s’y connaissant un minimum en termes de programmation, ou en tout cas de manipulation d’outils de montages complexes.
Dans la pratique, le terme vidéo autoproduite englobe toutefois également la possibilité de diffusion voire de partage de ces vidéos, en dehors donc de la sphère personnelle, voire privée restreinte.

## Historique et émergence des vidéos autoproduites
La définition principale de l’autoproduction de vidéos exclut les productions de la sphère privée des années 1960 à 1980 : Malgré la sophistication des caméras de cette époque, il y avait alors une dissociation de la phase de "tournage" proprement dite (les prises de vue et de son) et de celle de réalisation du film par un laboratoire spécialisé. L’autoproduction n’a donc été strictement possible que quand les équipements ont intégré les phases de tournage et de réalisation, avec l’avènement des premiers caméscopes.
Mais même avec ces premiers caméscopes, la seconde partie de la définition des vidéos autoproduite n’était pas vérifiée, puisque ces vidéos avaient vocation (en dehors des vidéos réalisées par des sociétés dont il s’agissait du métier) à rester dans la sphère privée.
Logiquement, l’envol des vidéos autoproduites a été très liée à l’envol des accès réseaux à haut débit, d’abord sur les réseaux fixes, puis sur les réseaux mobiles, qui ont tous deux explosé en termes de débit et de nombre d’abonnés à partir des années 2000.
Une très forte demande de partage de ces vidéos, conjuguée à une très forte demande en termes de consultation de celles-ci par des tiers, ont permis de multiplier de nouveaux services et micro marchés allant dans le sens d’une véritable explosion des autoproductions :
D’un côté multiplication de la simplicité de l’autoproduction par une variété de plus en plus grande d’équipements, des caméscopes aux Webcams en passant par les terminaux mobiles, qui permettent de produire désormais directement des vidéos pouvant être enregistrées sans autre opération qu’un simple déplacement de fichiers sur un disque dur d’ordinateur, voire pouvant être directement diffusées vers des tiers comme dans le cas des terminaux mobiles.
De l’autre des outils de montage de plus en plus simples et de moins en moins cher, voire gratuits, qui permettent désormais à un grand nombre d’amateurs de les utiliser pour donner un aspect professionnel à leurs vidéos. 
Enfin, des plates-formes de partage sur Internet (YouTube, Dailymotion, metacafe, …), apparues pour les premières en 2004 et qui comptent déjà parmi les principales audiences du WEB, permettent désormais à chacun de faire héberger et partager leurs vidéos avec le plus grand nombre.

## Les impacts
Le terme vidéo autoproduite est apparu dans la presse de façon synchrone à la fois au succès de ses plate formes de partages de vidéos et à celles des plate formes de blog qui utilisent de plus en plus les vidéos (en faisant en général appel à l’hébergement des plates-formes de partage pré citées. La presse s’interroge sur l’impact de cette production du grand public sur le métier de journaliste, et plus précisément dans le cadre des vidéos, sur celui du principal média des informations audiovisuelles, à savoir les chaînes télévisées. Un débat similaire avait eu lieu lors de l’émergence d’Internet par rapport à la presse écrite, sans que l’on puisse pour l’instant en tirer de conclusion sur les impacts des vidéos autoproduites. Tout au plus en 2007, certaines chaînes télévisées commencent à incorporer des vidéos autoproduites préalablement sélectionnées dans les émissions.

## L’avenir
En termes techniques, 2 grandes tendances émergent, allant toutes les 2 dans le sens d’une simplification accrues de l’autoproduction audiovisuelle.
La 1re date déjà de quelques années, et consiste à incorporer peu à peu au niveau de la production elle-même certains automatismes des outils de montage. Le leader pour l’instant dans ce domaine est la société française Skema () qui dispose d’outils dit de formulaires audiovisuels qui permettent de guider les utilisateurs lors de la réalisation. 
La seconde aura sans doute une portée encore plus grande, dont les impacts sont toutefois difficile à cerner. Elle consiste à s’affranchir des équipements de productions traditionnels pour produire directement les vidéos à partir de documents écrits, éventuellement agrémentés d’images. En clair, il s’agit virtuellement de technologies visant à traduire à terme tout type de documents basés sur l’écrit en documents de type vidéos. Bien qu’il s’agisse encore en grande partie de domaines de recherche, les premiers services basés sur ces travaux ont vu le jour en 2007. Nous citons en particulier le service de production audiovisuelle en ligne de la société Nevisto () qui propose de créer une quinzaine de type de vidéos distincts à partir de formulaires de textes et d’images. Dans une de ses publicités, cette société indique que désormais, la seule compétence pour créer une vidéo est de savoir écrire. 
En termes d’usage cette fois-ci, mi-2007, il est encore difficile d’imaginer l’avenir en termes d’impact à la fois du fait de la multiplication des services autour des vidéos autoproduites, ou de leur introduction progressive dans les médias audiovisuels. 
On peut toutefois signaler une multiplication des projets de chaînes télévisées Internet se basant sur les vidéos autoproduites, qui sont peut être un prémices à la professionnalisation, au moins partielle d’une partie des auto producteurs. Dans le même sens, on peut citer les initiatives des plates-formes de partages de vidéos, visant cette fois-ci à rémunérer leurs contributeurs qui réalisent les plus fortes audiences.
Enfin, de plus en plus de sites Internet de presse incorporent quelques vidéos ou WEB TV utilisant leurs propres vidéos autoproduites, pour capter de nouvelles audiences.